# Pascal Lamour
Vous lisez un « bon article » labellisé en 2012.
Pour les articles homonymes, voir Lamour.
Pascal Lamour, né le 28 octobre 1958 à Vannes dans le Morbihan, est un producteur, compositeur, musicien breton et celtique surnommé l'« électro-shaman ». Locuteur du breton vannetais, il a toujours vécu à Theix où il s’investit en faveur de la culture régionale.
Il suit une longue carrière de pharmacien herboriste après son doctorat et sa thèse consacrée à la phytothérapie dans la presqu’île de Rhuys. La musique est depuis longtemps une passion, à laquelle il se consacre entièrement depuis l'année 2000. Il produit ses premiers albums sous son propre label, BNC Productions, et se fait réellement connaître dans le milieu musical vers 2005, en particulier grâce à l'album Shamans of Brittany qui fait découvrir ses fusions de musique bretonne, musique électronique et musiques du monde. Cette reconnaissance lui ouvre les portes de grandes rencontres comme le festival interceltique de Lorient et la nuit de la Saint-Patrick à Bercy. Depuis, il a produit une centaine d'albums et une douzaine d'artistes sous son label, dont le sonneur André Le Meut, le harpiste celtique Myrdhin, et le conteur vannetais Rémy Cochen.
Pascal Lamour est également un spécialiste de l'ésotérisme. Il est devenu druide au terme d'une longue initiation, et s'intéresse de près au chamanisme. La connaissance des plantes restant parmi ses spécialités, il a longtemps écrit sur ce thème dans la presse avant de devenir écrivain. Il réalise de 2010 à 2012 À la recherche de la mandragore et Le chant de la mandragore, un livre et un CD aux thèmes druidiques centré sur la forêt de Brocéliande, en collaboration avec l'illustrateur breton Bruno Brucéro. Après Druiz sortent L'herbier secret du druide, Un monde de musique bretonne, ou encore Dans les pas du Druide.

## Biographie
Décrit comme une « personnalité forte et indépendante », Pascal Lamour a toujours accordé une grande importance aux valeurs de la Bretagne. Il vit dans le bro gwened (pays vannetais) et parle le breton local, continuant à travailler et se produire à Vannes, Auray et Theix. Il apprend au fil du temps à pratiquer de très nombreux instruments, dont le biniou, le piano, la programmation, la flûte, l'harmonica, la guitare (acoustique et électrique), et les percussions. Il se montre d'ailleurs multi-instrumentiste sur chacun de ses albums. Il s'est constitué peu à peu un véritable cercle d'amis et a collaboré avec de très nombreux artistes, entre autres Roland Becker, Christophe Miossec, Myrdhin, le bagad Roñsed-Mor, Anne Vanderlove, Bruno Green, Mellano, Louise Ebrel ou encore La Tordue.

### Enfance et adolescence (1958-1976)
Fils d'un couple d'agriculteurs de Theix, né à Vannes, Pascal Lamour est confié à ses grands-parents à l'âge de cinq ans. Ils « parlent breton entre eux en supposant qu'il ne les comprend pas ». Son grand-père est un vétérinaire traditionnel qui soigne les animaux de son quartier avec des plantes et des manipulations musculaires, mais aussi un sonneur de bombarde et un joueur d'accordéon qui l'initie à la musique,, ce qui explique pourquoi Pascal Lamour est influencé tant par la musique que par le milieu des guérisseurs. Sa mère pratique le chant, le répertoire de ses parents est très éclectique, tant en chants bretons qu'en populaire parisien.
Il écrit dans des carnets de chansons et écoute la radio, notamment du rock, du reggae et du funk. Il en garde un bon souvenir, ainsi que du magnétophone qu'il reçoit de ses parents vers l'âge de dix ans, ce qui lui permet d'enregistrer les chants durant ses repas de famille. À la même époque, il dit avoir rêvé d'être musicien, aussi lui offrent-ils une flûte. Pascal est formé à la bombarde avec son grand-père et pratique le chant depuis l'âge de dix ans. Durant l'adolescence, il rejoint le cercle celtique d'Elven, puis celui de Theix au sein desquels il apprend la danse traditionnelle bretonne. Élève chez les frères de La Mennais à Ploërmel où les distractions sont rares, il regarde par hasard un concert d'Alan Stivell à la télévision. Il découvre alors le renouveau de la langue, la musique et la danse bretonne, en vogue à l'époque. Il convainc ses parents d'aller assister au concert d'Alan Stivell à Colpo (56) en 1973, qui, fiers de leur culture comme il le fut, l'autorisent à acheter d'un biniou kozh.

### Période étudiante et travaux universitaires (1977-1983)
Pascal Lamour se tourne vers la médecine traditionnelle, avec ses grands-parents et dans des livres. Après un baccalauréat scientifique décroché à Ploërmel, il décide de devenir pharmacien. De son propre avis, il « se détourne de la terre » car non seulement il déteste l'utilisation du tracteur, mais en plus, le remembrement et la mise en place de l'agriculture intensive poussent ses parents à ouvrir une chambre d'hôtes puis à lui conseiller de suivre de longues études. En 1977, il perd l'usage d'un doigt et est blessé au visage à la suite d'un grave accident de voiture, ce qui remet en cause ses projets de devenir commerçant et musicien. Soutenu par sa famille, il se met à l'accordéon diatonique, et retrouve peu à peu l'usage de son doigt. De son propre avis, cette épreuve le pousse à « devenir adulte » et le motive encore davantage à suivre une carrière de pharmacien et de musicien.
Cette carrière musicale débute en 1965 puisque de seize à vingt-deux ans, il sonne en couple avec le talabarder Charles Bertho. Il participe à ses premiers festoù-noz, festivals européens et groupes traditionnels à partir de 1970. Lors d'une fête à Lauzach, c'est avec un côté très spontané qu'il anime son premier fest-noz : on lui demande de monter sur un podium avec un compère et il sonne ainsi avec Charles Bertho. Il se produit alors sur différents concours partout en Bretagne. Il expérimente différents styles de musiques (notamment du reggae-funk) et instruments (de la guitare) grâce à ses rencontres en cité universitaire. En 1979, il fonde le groupe de funk Marie Patch en tant que guitariste, avec des amis étudiants dont le batteur Alain Couzigou,. Dès lors, Pascal mène les deux expériences, urbaines et rurales, les deux carrières de front : la scène rock rennaise avec les étudiants et l'activité de sonneur de couple le week-end lorsqu'il rentre chez les siens.
En 1980, il devient le multi-instrumentiste de la chanteuse Lydie Le Gall. Il rencontre son plus ancien complice en musique, le percussionniste Mourad Aït Abdelmalek, avec lequel il remporte le Kan ar Bobl en 1985 en catégorie « recherche musicale », et fonde le groupe Alpho en 1982, pour jouer du « breizh-jazz ». Rejoint par Luc Le Brun, le groupe tourne jusqu'en 1986. Il rencontre par hasard le chanteur Castelhemis qui habite Treffléan et découvre avec enthousiasme sa technique de création de chanson à l'aide d'un Atari. Dès lors, en 1982, il commence ses recherches sur des séquenceurs et ordinateurs du même type, en évoluant progressivement, tout en continuant de sonner de la musique vannetaise, avec Gwenaël Denis et Marco Paulo.
En parallèle, sa formation universitaire se poursuit dans la faculté de pharmacie de l'université de Rennes 1, il y est alors l'un des seuls fils d'agriculteurs. Il rédige sa thèse sur la phytothérapie dans la presqu’île de Rhuys entièrement en breton, et la termine en 1983. L'année suivante, elle est publiée à quelques exemplaires sous le titre La Médecine populaire à Sarzeau : histoire des plantes dans la presqu'île de Rhuys.

### Carrière de pharmacien et premiers métissages musicaux (1984-1990)
Un professionnel de Sarzeau l'embauche une fois son diplôme obtenu, puis il ouvre sa propre pharmacie spécialisée en phytothérapie à Vannes, en 1986, travaillant avec des guérisseurs qui y viennent trouver des plantes rares. En 1984, il complète sa formation musicale par l'apprentissage du saxophone à l'École nationale de musique de Vannes, et achète son premier ordinateur.
Il mélange la musique électronique à la musique bretonne et aux textes en breton dès 1986. D'après la revue Ethnotempos, Stone Age, Denez Prigent et Kohann ont eu les faveurs des médias concernant ce métissage « électro-breizh », tandis que Pascal Lamour a « injustement subi l’amnésie ou l’ignorance de ces mêmes médias », bien que ses formations soient « initiatrices du genre » dès la fin des années 1980. Dans son tout premier disque, un 45 tours sorti en 1988, Pascal Lamour pose ses compositions électroniques sur deux textes de Youenn Gwernig.

### Les années Arkàn et la naissance de BNC Productions (1990-2000)

Logo de BNC Productions.

Dans les années 1990, Pascal Lamour poursuit ses recherches sur les métissages musicaux. En plus de ses albums en solo et de ses productions avec Arkàn, il sort deux clips et un CD-ROM. Il travaille sur l’ouverture à d'autres cultures musicales et l'éclectisme, tout en gardant le fond musical breton. Il est considéré comme l'initiateur de la « world-fusion celtique ».

#### Création de BNC Productions et albums en solo
L'album Lamour sort en 1991. Mal distribué et peu reconnu malgré un court passage chez Wagram, Pascal choisit l’autoproduction et le circuit underground. Son propre studio et son label, BNC Productions (pour « Bénéfice Non Commercial »), voient le jour à Theix en 1994. Il y enregistre et mixe ses albums et ceux des artistes qu'il produit. Il le développe mais reste méconnu jusque vers 1995-1996. Parallèlement, il mixe, enregistre et travaille par ordinateur sur les sons de Sanzao. Les albums sous son nom propre, Continentales (1994-1995, produit par Yves-André Lefeuvre) et Sanzao (1999), mélangent la musique traditionnelle bretonne à des sonorités indiennes et iraniennes, et à la musique électronique.

#### Rave-noz
Le groupe Arkàn, créé en 1995 à Rennes dans un style très ethnique avec le percussionniste Mourad Aït Abdelmalek, le multi-instrumentiste Éric Trochu et François Posseme, lui vaut une certaine reconnaissance. Le premier album du groupe, An Nor, sort en 1997, après une démo nommée Rave-noz, en coproduction BNC Productions et Diogène production. Le groupe Arkàn développe en effet un concept visant à combler les amateurs de festòu-noz et de rave party, sous l'impulsion de Jacques Abalain et de Diogène production. La première rave-noz est organisée au parc de la Penfeld à Brest, en février 1995. L'originalité d'Arkan provient du côté dansant. L'année suivante, le groupe se produit à Lorient, Brest et Rennes.

### Percée sur la scène musicale bretonne (2000-2005)
L'année 2000 marque un tournant dans sa carrière puisqu'il ressent un besoin de changement et vend sa pharmacie quatorze ans après l'avoir créée, afin de se consacrer totalement à la musique. Il possède déjà son studio et son label. Si son métier de pharmacien lui a plu, permettant de nombreuses rencontres et un perfectionnement dans la connaissance des plantes, il n'a jamais regretté d'y avoir mis fin,. Avec Arkàn, Pascal Lamour est présent au festival de Cornouaille et aux Vieilles Charrues de Carhaix en 2000. Un nouvel album du groupe, Kan de zanseiñ barh an ti (« chant à danser à travers la maison »), sort en 2002 chez BNC Productions,. La musique ethnique y côtoie des musiques électroniques et celtiques avec chants en anglais, breton et sanskrit.

#### Er Miloér(2004)
Dans Er Miloér, Pascal Lamour affirme un style qu'il nomme « kan-dub », soit un mélange de chant breton avec du reggae et du trip hop. Cet album de 20 minutes possède une dimension philosophique puisqu'il a pour thème le miroir (miloér), il parle des légendes bretonnes non sans s'ouvrir à d'autres cultures, en particulier avec les chants d'enfants tibétains dans Internoz.

#### Shamans of Brittany(2004)
L'album Shamans of Brittany (en français « Les chamanes de Bretagne »), sorti fin 2004 en coproduction BNC/Harmonia Mundi, vaut à Pascal Lamour son surnom d'« électro-shaman », à l'origine donné par un journaliste de RFI, et auquel il adhère complètement. Ce surnom est depuis entré dans les mœurs, parce qu'il illustre, tout à la fois, le côté « électro répétitif » et le côté « rituel chamanique ». Il rencontre vraiment son public à la sortie de cet album qui contient des paroles rituelles en hommage aux anciennes croyances populaires bretonnes. Qualifié selon lui d'« électro-world », Shamans of Brittany contient dix morceaux fusionnant musiques du monde, musiques électroniques, paroles rituelles et traditionnel Breton, pour un résultat très personnel. Surnommé l'« alchimiste des sons » par Le Télégramme, Pascal Lamour présente une grande variété d'instruments plus ou moins exotiques dans cet album : du tympanon, du balafon, du oud ou encore du biniou. L'album tout entier prend la forme d'un « fervent plaidoyer pour le respect des traditions ancestrales, contre leur folklorisation pour musée ou tout simplement leur oubli ». Les titres se réfèrent à des croyances, des rituels ou des dictons. Les vaches vont parler à minuit renvoie à cette croyance populaire bretonne selon laquelle les animaux de la ferme prennent la parole une fois l'an durant la nuit de Noël. Tout est chanté en breton vannetais, sauf E Galia, issue d'un rituel en langue gauloise. Mourad Aït Abdelmalek s'occupe des percussions, Eric Trochu du mixage, ses fils Quentin et Hugo du tom bass et du trombone, et Jean-Marie Ghéhennec chante sur Korol er Guignél.

### Reconnaissance de l'«électro-shaman» (depuis 2005)

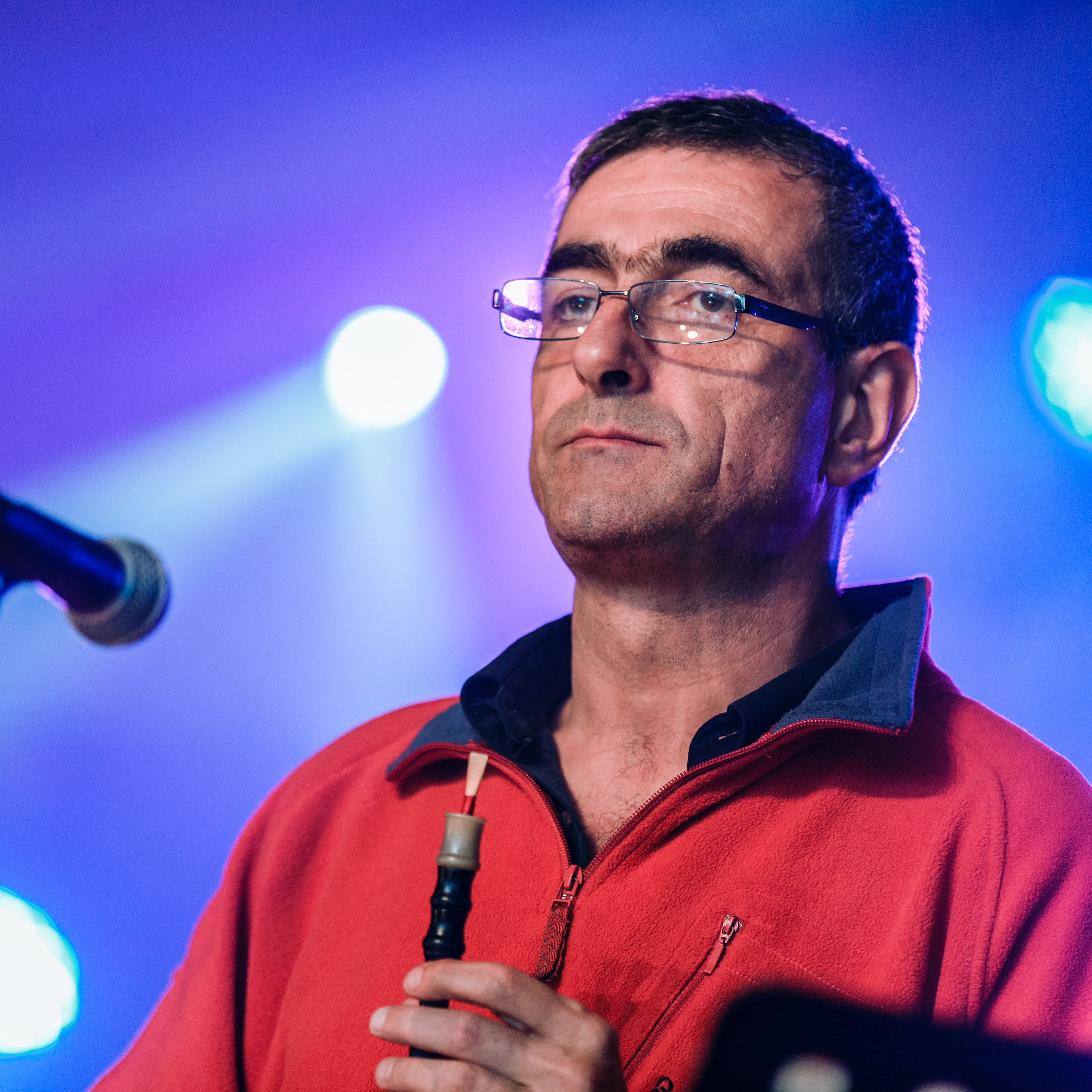
André Le Meut, collaborateur régulier de Pascal Lamour.

Pascal Lamour combine désormais un grand nombre d'activités : musicien, compositeur, mixeur, producteur, directeur artistique… Depuis la crise du disque et la diminution du nombre de producteurs, il est de plus en plus sollicité sous son label, BNC Productions. Il fonctionne par « coups de cœur et rencontres ». Depuis 1994, il a produit une douzaine d'artistes et une centaine d'albums dans son propre studio d'enregistrement et de création. Du fait qu'il possède un « petit » label, il propose des albums dans des coffrets travaillés, incluant des vidéos, des illustrations et des textes. En 2011, S'il est bien distribué en Bretagne, il rencontre encore des difficultés pour vendre ses productions en dehors de cette région. Il a notamment produit La Bretagne des Sonneurs en 2008, une reprise de ses propres compositions par des sonneurs réputés, masterisé l'album Un demi-siècle de Kan ha Diskan des frères Morvan en 2010, rénové et produit des bandes des sœurs Goadec sorties en 2013. Son talent pour la prise de son est remarqué plusieurs fois : le violoniste Raphaël Chevalier (chanson L'héritage d'Ananxis dans Le Chant de la mandragore) affirme par exemple ne jamais avoir eu un aussi bon rendu de son que sur cet album. Alan Stivell, en visite dans son studio en 2005, lui dit qu'il le considère comme un orfèvre de la musique. En 2010, il a également monté un spectacle conté par Rémy Cochen, Passages, en s'occupant de son ambiance musicale.

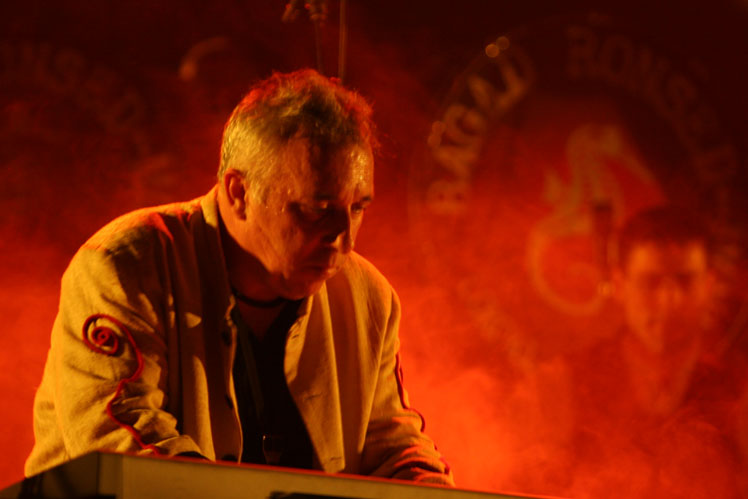
Pascal Lamour avec le bagad de Locoal-Mendon en 2005.

Il se voit proposer régulièrement des dates de concert depuis 2005, ce qu'il interprète comme une ouverture à son mélange de musique traditionnelle et électronique. Depuis la sortie de Shamans of Brittany, la reconnaissance du public lui a permis d'accéder à de nombreux festivals et concerts prestigieux : en 2006, il joue pour la première fois sous son nom au festival interceltique de Lorient et en 2008, il ouvre la parade du même festival en sonnant le biniou. Il est aussi présent aux Transmusicales de Rennes, aux Jeudis du Port Brest, etc. En dehors de la Bretagne et à l'étranger, il monte sur scène à Bercy pour la nuit celtique 2006 avec cinq bagadoù. Il retourne à Bercy pour la nuit de la Saint-Patrick en 2010 et tourne depuis dans toute l'Europe, au Québec, aux États-Unis, au Brésil, au Vietnam,… Les techniciens des concerts lui ont donné le surnom de « Pacolove ».
À côté de ses très nombreuses activités musicales, Pascal Lamour continue à tenir des conférences autour des plantes, du druidisme, du chamanisme et de l'ésotérisme, et à chroniquer dans la presse ou à la radio. En avril 2014, Pascal Lamour parraine et participe à un CD en soutien aux écoles Diwan. Plus tard dans l'année, il participe à la création musicale de The very bras stal, un spectacle mêlant musique, costumes et danse, qui sera joué à Bombay en décembre 2015. La même année, Pascal Lamour et Ffran May composent et réalisent le CD Paper Lanterns.

#### Yer'mat(2006)

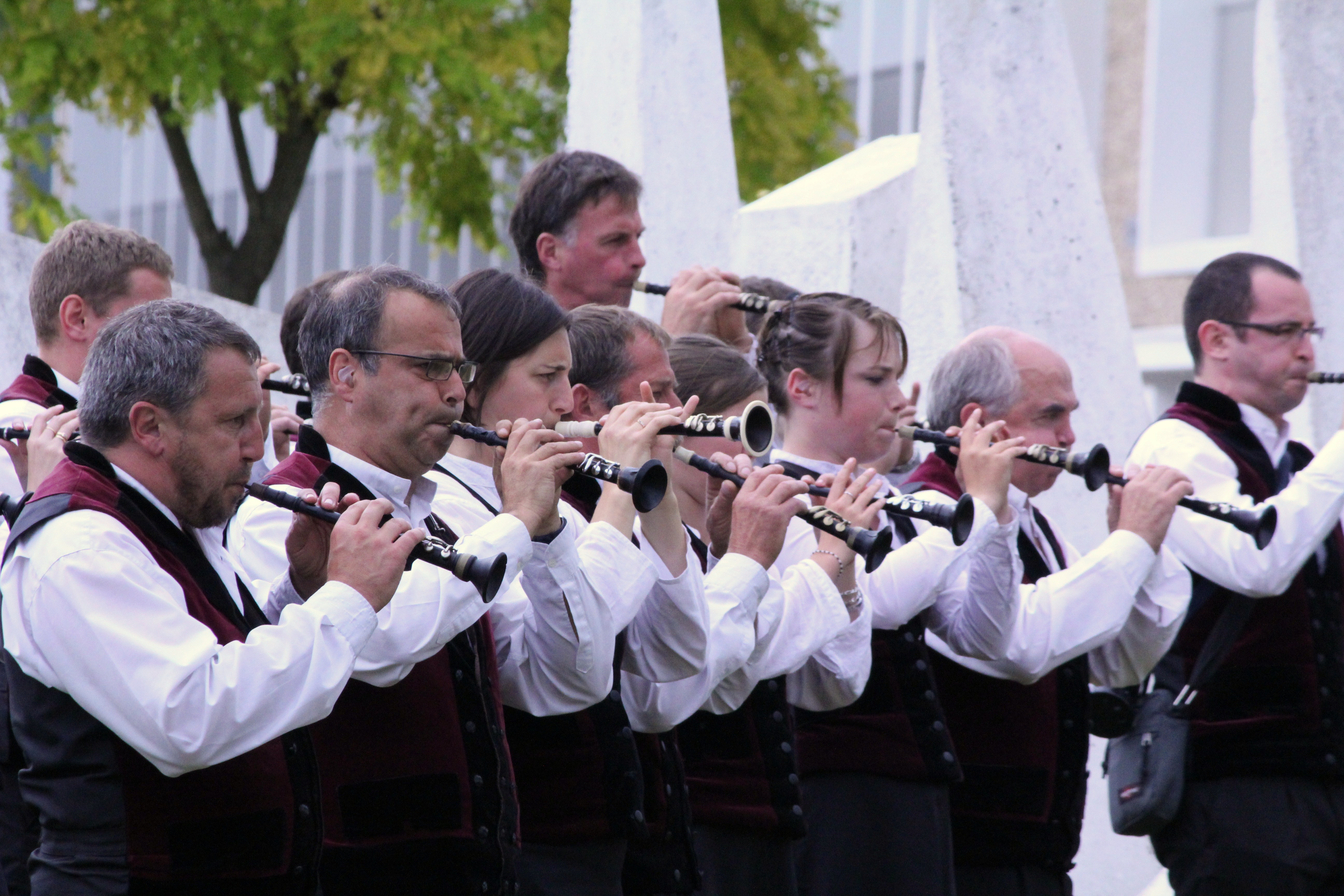
Le Bagad Roñsed-Mor (ici en 2011) a participé à l'album Yer'mat.

En 2006 sort Yer'mat (jeu de mots sur Yehed'mat, « à la vôtre », en breton vannetais), à la suite de la rencontre, en janvier 2004, entre Gilles Lozac’hmeur de L’OZ Production et Pascal Lamour. L'album, conçu pour être dansant, est une nouvelle fusion entre la musique électronique et la voix, décrivant « un monde onirique » illustré par les œuvres aux couleurs vives des peintres du Hangar’t, un art visuel qui rappelle par sa démarche la musique de Pascal. Y participent le Bagad Roñsed-Mor de Locoal-Mendon, dirigé par André Le Meut (Kornig an diaoul, A greiz kalon et Diskan Kan), Dom DufF à la guitare acoustique, Abdoul Kamal au chant en wolof et en mandingue (Le Petit Magistère), et la chanteuse galloise Ffran May (On the Other Side). L'album, plus clair que Shamans of Brittany bien qu'il s'inscrive dans sa continuité, contient treize titres avec des prières chamaniques et des incantations appelant « à la danse et à la transe ». Il permet également d'écouter un très grand nombre d'instruments différents.

#### Avais-je rêvé?(2007)
En 2007, Pascal Lamour choisit la thématique du rêve pour son neuvième album, précisant que « le temps de crise est le meilleur moment pour rêver ». Il travaille ses chansons au centre Amzer Nevez à Plœmeur, et enregistre puis mixe son album durant trois mois. Le coffret CD/DVD illustré sort en 2009, avec un livret de 48 pages et un DVD de 30 minutes. Il ne contient qu'une chanson en français, celle qui donne son titre à l'album, tout le reste est en breton. Cet album met en valeur l'imaginaire de Bretagne, six musiciens y participent, Mourad Aït Abdelmalek (percussions), André Le Meut (biniou et bombarde), Yvonnick Le Nédic, Daniel Millarec, Iwan Kalvez (caisses claires) et Raphaël Chevalier (violon), ainsi que les chanteurs Louise Ebrel, Nolwenn Korbell, Jo Le Sergent et Marcel Jaffré. L'une des chansons de l'album, Tympani, a été produite en clip, et jouée notamment pendant l'émission Son Da Zont de France 3 Bretagne.

#### Magic Chaudron(2007-2009)
En 2007, Pascal Lamour crée avec ses amis les harpistes Myrdhin et Zil un spectacle nommé « Magic Chaudron », pendant les Rencontres internationales de harpes celtiques de Dinan. L'idée d'un groupe musical avait émergé depuis une dizaine d'années, puisque les trois membres se connaissent de longue date. Le nom du groupe et ses compositions s'inspirent du chaudron des mythes celtiques, dans lequel les hommes sont plongés et renaissent sous de nouvelles formes. Ainsi, les chansons parlent de Taliesin, de métamorphose, de migrations… Ces compositions sont remixées par Pascal au studio de BNC Productions. L'album du même nom sort en juin 2008, mêlant harpe celtique et musique électronique avec « des accents folk et jazz ». Le groupe tourne en concert en 2008 et 2009.

#### Le Chant de la mandragore(2011)

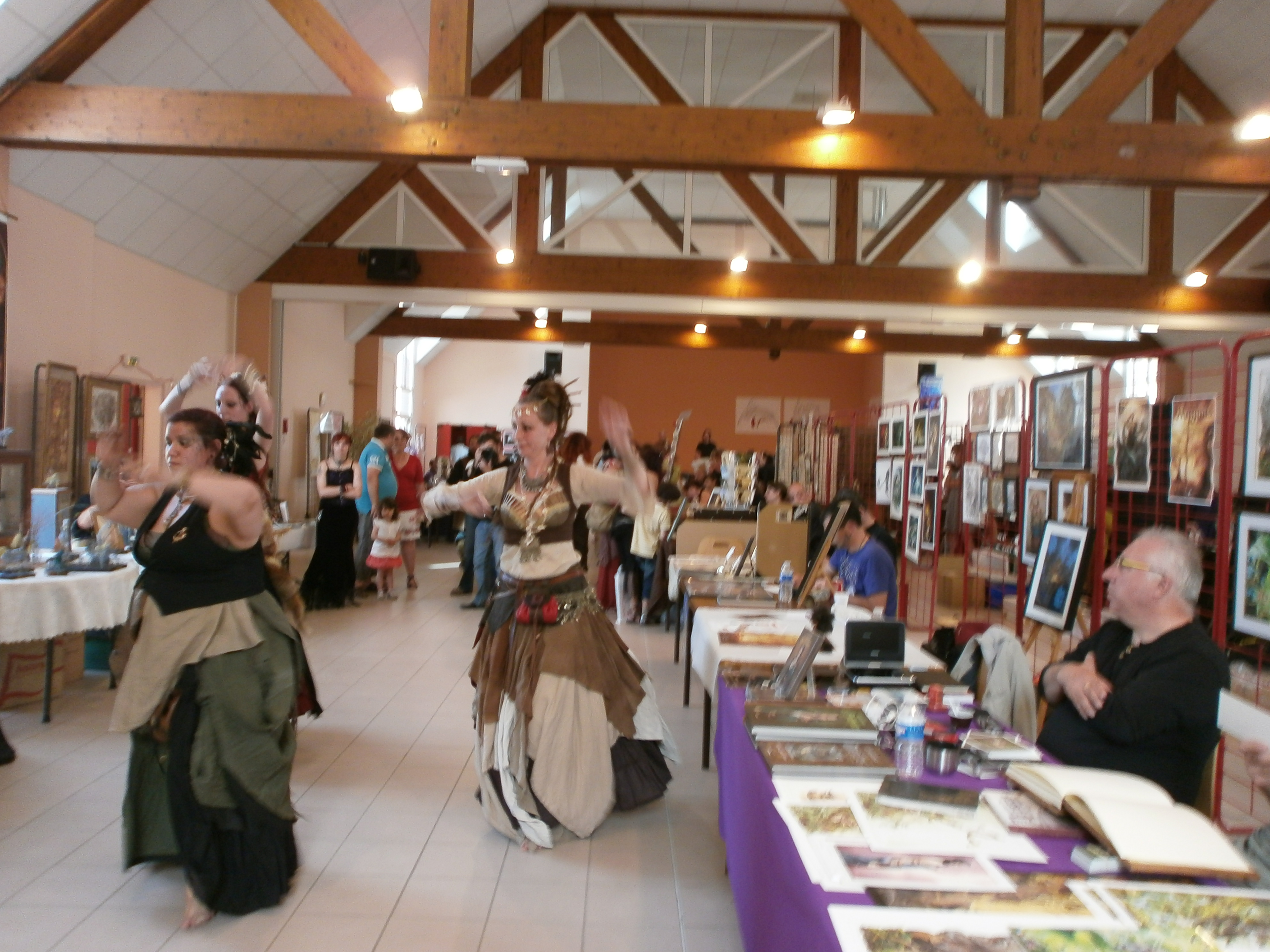
Pascal Lamour aux Féeries du Bocage, durant une danse exécutée sur Le Chant de la mandragore.

Le Chant de la mandragore, est créé pour accompagner le livre À la recherche de la mandragore,, avec le soutien de la ville de Theix. Si Pascal Lamour avait déjà imaginé une partie des textes du livre en chansons, l'idée première du CD vient de Brucéro. Il travaille ce projet à fond pendant quatre mois jusqu'à vingt heures par jour avec les artistes intervenants, sans rencontrer de problème. Les intervenants ne découvrent le résultat final que le 18 novembre 2011, Gilles Servat prête sa voix au druide Ananxis, Myrdhin à l'alchimiste Athanor, et Louise Ebrel à la fée Morgane. Depuis 2013, chaque nouvel arrivant dans la ville de Theix reçoit un exemplaire du Chant de la mandragore dans son pack de bienvenue.

#### Paper Lanterns(2016)
Treizième album de Pascal Lamour, Paper Lanterns est créé en duo avec Ffran May. D'après Pat du Cri de l'Ormeau, « musicalement, on oscille entre un fond celtique et une modernité assez électrique ». Selon Isabelle Johancik, pour Ouest-France, « Pascal s’est éloigné de la musique électronique mais son univers est bel et bien reconnaissable, la belle voix de Ffran May donnant un doux relief à ses compositions ».

#### Le souffle de l'Awen(2018)
Le souffle de l'Awen, quinzième album de Pascal Lamour, sort en octobre 2018. Il compte 15 titres. Pascal Lamour voit cet album « comme une idée de méditation, de respiration, un souffle de bonne humeur ». D'après Catherine Lozac'h, « les quinze titres du « Souffle de l’awen » sont une plongée dans les saisons druidiques ». Selon l'Agence Bretagne Presse, il « entreprend ici un voyage onirique et apaise ». Selon Efflam Caouissin (Ar Gedour / 7Seizh), « Ici, vous sentirez la douce caresse du soleil jouant dans les feuillage de la forêt d’Huelgoat ou l’onde qui nappe avec douceur les roches granitiques du chaos, la pierre bretonne qui parle ».

#### Les passeurs de l'autre monde(2021)
Le 8 octobre 2021 sort le seizième opus de Pascal Lamour, constituant une immersion dans l’univers celtique, et plus particulièrement celui de Bretagne, autour du concept de l'« autre monde ». Il aborde les héros légendaires, divinités et âmes des défunts. L'album chanté en breton et en français explore les thèmes des traditions, rituels, rêves, et des émotions telles que les regrets et l’amour. Pascal Lamour décrit cet album comme une introspection urgente, une invitation à franchir les portes de l’autre monde. D'après Eflamm Caouissin, musicalement, l’électronique s’associe aux instruments acoustiques pour créer une palette sonore variée.

### Ouvrages et écriture

#### À la recherche de la mandragore(2010)
L'idée de l'ouvrage À la recherche de la mandragore, paru chez Glénat en 2010, provient du dessinateur breton Bruno Brucéro, qui rencontre Pascal Lamour après un concert et lui propose d'écrire ce livre aux thèmes celtiques centré sur la quête de la mandragore. Les deux artistes se retrouvent tous les quinze jours dans un café de la forêt de Brocéliande pendant quatre ans, pour travailler ce projet. L'ouvrage paraît fin 2010, il raconte la quête initiatique d'Arthrmaëlla, une jeune sylphe formée par un druide, sur fond d'ésotérisme, de druidisme, d'alchimie et de magie,. C'est également un ouvrage de référence concernant la connaissance des plantes.

#### Druiz(2014)
Druiz: La prophétie perdue sort le 26 novembre 2014 chez Glénat, et permet aux lecteurs de retrouver le personnage d'Ananxis, déjà présent dans À la recherche de la mandragore. L'ouvrage, « beau livre hybride », reprend l'histoire d'Ananxis, parti sur les routes de Bretagne au Ve siècle. Il aborde la mythologie celtique. Conçu comme un livre de transmission par son auteur, Druiz est à nouveau illustré par Brucero. Catherine Lozac'h le qualifie de « conte ésotérique, porte vers l'initiation ». Le scénario s'inspire de l'histoire de la Bretagne armoricaine, telle qu'elle est consignée par les historiens.

#### L'herbier secret du druide(2017)
L'herbier secret du druide sort le 27 octobre 2017 chez Ouest-France. Pascal Lamour a rassemblé des plantes qu'il a réparties en quatre groupes, correspondant aux quatre saisons celtiques. Ces plantes sont réunies par critères symboliques, rituels, selon leurs rapports avec les saisons et l'Autre Monde druidique. Pascal Lamour met finalement en lumière les continuités thérapeutiques dans ces familles. D'après lui, « C’est une réflexion que j’ai engagée dans cet ouvrage : comment se soigner différemment par les plantes. J'essaie de transmettre mes connaissances et celles des druides, de la manière la plus exhaustive possible ». Il expose de façon inédite le lien entre les symboles et la médecine végétale des Druides. D'après Ouest-France, le succès de sa dernière dédicace de l'année 2017 « a été total » : « Jusqu'à la tombée de la nuit, les lecteurs se sont succédé afin d'obtenir une signature ». D'après Richard Ely, « C’est donc un voyage dans cette magie verte, cet art guérisseur du corps, de l’esprit et de l’âme, maîtrisé par les Druides, insufflé dans notre patrimoine à travers les siècles ».

#### Un monde de musique bretonne(2018)
Un monde de musique bretonne, illustré par Myriam Jégat, paraît le 23 novembre 2018 chez Ouest-France. En tant que compositeur, Pascal Lamour propose les témoignages de grands acteurs de la musique bretonne, dont Denez Prigent, Dan Ar Braz, Yann-Fañch Kemener, Gilles Servat, Alan Stivell, et Les Frères Morvan... D'après Le télégramme, « il y restitue de façon vivante la musique bretonne dans toute sa diversité. Témoignages et anecdotes, recueillis partout dans la région au fil du temps, sont enrichis des nombreuses rencontres réalisées pour l’occasion ». Selon Ouest-France, « voilà un livre qui devrait passionner tous ceux qui s’intéressent à la musique de Bretagne et à la culture bretonne ».

#### Les carnets secrets du Druide(2019)
Les carnets secrets du Druide, paru en 2019, s’intéresse à la spiritualité et sa symbolique ; l'ouvrage basé sur l'expérience personnelle druidique de Pascal Lamour est conçu pour le grand public et se veut accessible.

#### 50 plantes du Druide(2020)
En 2020, il fait paraître le guide 50 plantes du druide, spécialisé dans les propriétés médicales et spirituelles des plantes.

#### L'oracle du druide(2020)
L’oracle du druide sort peu après l'ouvrage consacré aux plantes ; il se compose de 32 cartes « richement illustrées » par l'artiste Brucéro.

#### Les symboles des Celtes(2021 et 2023)
Dans un ouvrage paru en 2021 puis réédité dans une version enrichie en 2023, Pascal Lamour s'intéresse à l'imaginaire des Celtes, sur des illustrations de David Balade. L'édition augmentée aborde les montagnes sacrées de Bretagne, les personnages fondateurs et les divinités des Celtes.

#### Petite déclaration d'amour à la Bretagne(2022)
En 2022, Pascal Lamour détaille ses souvenirs de la Bretagne, abordant notamment ses légendes et ses mutations, sa musique, sa spiritualité et ses mégalithes.

#### La parole du Druide(2023)
En 2023, Pascal Lamour sort un album et un livre consacré à la pensée druidique. Le livre propose une méthode de développement personnel sur la base de récits, légendes, et enseignements druidiques ; Pascal Lamour mobilise son expérience druidique et de docteur en pharmacie. L'ouvrage est structuré autour de douze mois, douze signes et douze messages, dans l'esprit des séries du Barzaz Breiz de Théodore Hersart de la Villemarqué.
L'enquête de Maiwenn Raynaudon-Kerzerho parue dans Ouest-France et Bretons en décembre 2023 cite cet ouvrage parmi les preuves de fascination pour le druidisme contemporain.

#### Mégalithes de Bretagne(2023)
Pascal Lamour coécrit ce livre paru en 2023 avec Joëlle Chautems, herboriste-droguiste suisse ; l'ouvrage aborde les pierres remarquables de Bretagne dans 50 sites des cinq départements d'un point de vue archéologique, légendaire et spirituel.

#### Dans les pas du druide(2024)
En 2024 sort Dans les pas du druide, ouvrage qui rassemble les contenus de L'Herbier secret du druide et Les carnets secrets du druide. 
L'ouvrage aborde l'année rythmée par les changements de saisons. Ce livre correspond à une synthèse de la vision qu'a Pascal Lamour de la philosophie druidique associée à la médecine par les plantes depuis l'Antiquité.

## Personnalité

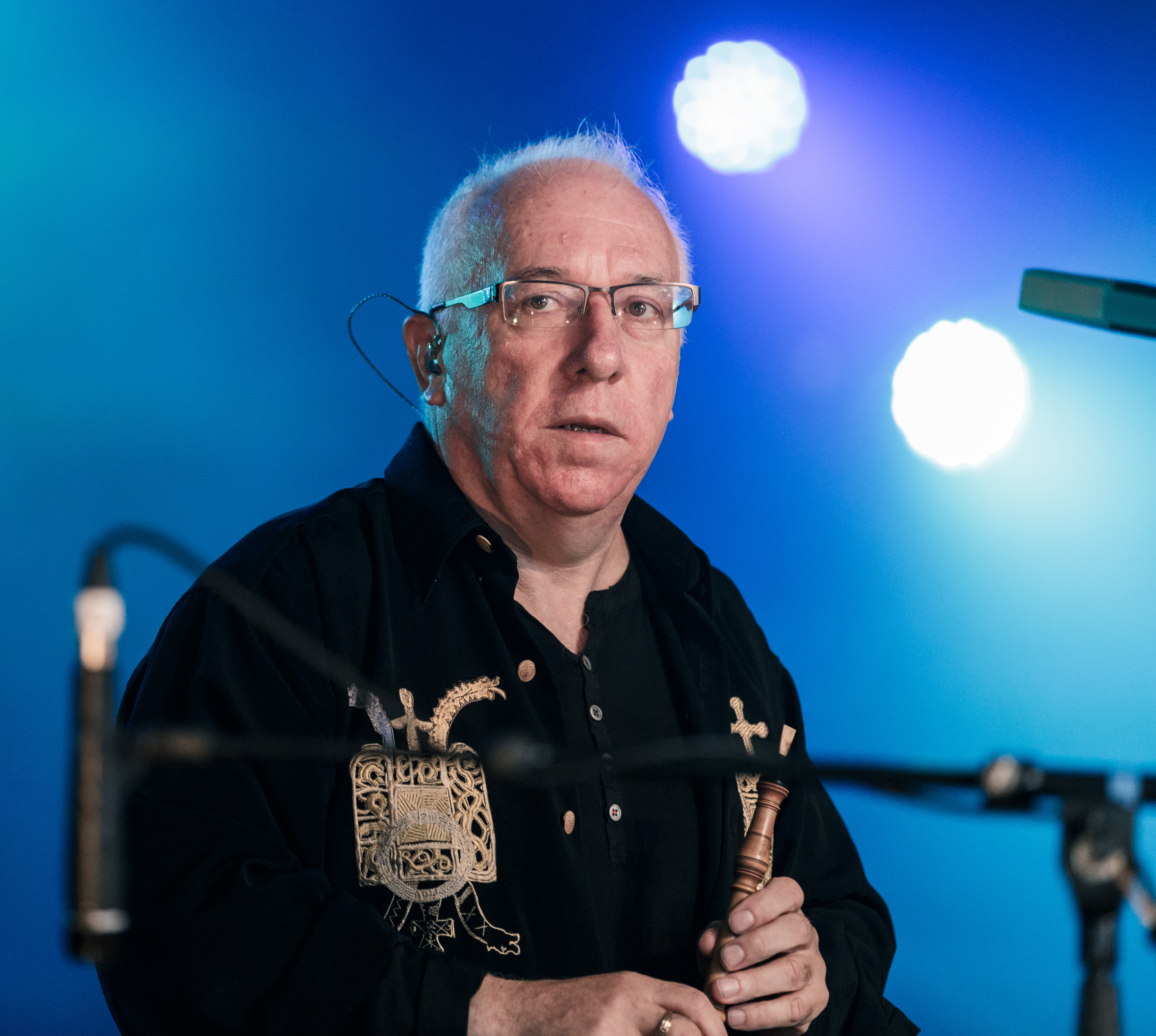
Pascal Lamour au festival de Cornouaille 2017.

Pascal Lamour s'est toujours intéressé de près à l'ésotérisme, en particulier aux rituels anciens, au chamanisme et au druidisme. Il dit poursuivre le même but avec la musique qu'avec la phytothérapie, « offrir un peu du savoir que les guérisseurs lui ont transmis »,. Il développe un univers musical et littéraire conciliant, en plus de l'ésotérisme, ses nombreuses passions pour la littérature, la philosophie, le collectage, les sciences et la culture bretonne, en particulier la langue et la musique.

### Style artistique
La musique de Pascal Lamour est difficile à classer. Son style d'« électro-shaman » est le reflet de ses influences artistiques et de ses recherches en médecine traditionnelle,. Ses chansons sont souvent inspirées de collectages, il chante en breton vannetais (dont le « côté très fluide et le chuintement donne une couleur avec laquelle on peut créer facilement des rythmiques »). Sa démarche est de « faire évoluer la musique traditionnelle en la conduisant vers des voies nouvelles sans lui faire perdre son âme », il imagine ses morceaux comme la « musique traditionnelle de demain ». Ainsi, il mélange la musique bretonne à « des rythmes électroniques dansants et hypnotiques ». Sa formation recherche particulièrement la transe dans les albums et sur scène, grâce à une composition sans guitare, comportant trois joueurs de caisses claires de bagad, un batteur, et un joueur de biniou et de bombarde. Il considère son studio comme un instrument de composition. Arnaud Choutet le cite comme musicien électro de référence.
Il met son mysticisme personnel en scène durant ses concerts, en se déplaçant pieds nus avec un « côté rituel » qui apparaît comme une sorte de transe pour ses spectateurs, par exemple à Crozon en août 2005, où le journaliste de l’L'Humanité Bruno Vincens parle de rythmes étourdissants et d'un état second quand des fumigènes envahissent la scène. Il utilise régulièrement des formules pour « arrêter la pluie » avant de se produire sur scène, notamment en Bretagne. D'après un journaliste d’Ethnotempos, ces formules « magiques » auraient « marché » au moins deux fois, le temps s'améliorant durant son passage sur scène. Pascal Lamour y voit, avec humour, un simple coup de chance, ajoutant qu'il serait très dangereux de contrôler le climat.

### Chamanisme
Il a intitulé l'un de ses albums Shamans of Brittany (soit « les chamans de Bretagne »). Il y définit le chaman comme un « guérisseur, mystique et migrant dans le monde des esprits, connaissant à la fois les mondes célestes et les mondes souterrains », en ajoutant qu'il est toujours présent dans les traditions bretonnes. Ces propos concernant le chamanisme en terre bretonne sont parfois perçus comme une provocation, mais selon lui les fonctions de druide (celtique) et de chamane sont comparables, si ce n'est que le chaman revêt les trois fonctions tripartites indo-européennes. Il précise qu'en termes scientifiques et ethnographiques, le chamanisme n'a pas existé en Bretagne, mais que la région a toujours eu des guérisseurs, des prédicateurs et des « sages que la population venait consulter ».

### Druidisme
Pascal Lamour est druide, son nom initiatique en Breton, Liamm En Hengoun, signifie « lien de tradition ». Pour lui, ce titre implique de vivre sur une terre celtique, de parler une langue celtique, de comprendre et d'adapter toutes les traditions liées, mais aussi et surtout de respecter la nature « en ne plaçant pas l'homme au centre du monde ». Lors d'une interview, il définit le druidisme comme n'étant « ni une religion ni une philosophie », mais plutôt une spiritualité ouverte à chacun, sans aucun dogme ni système de croyance imposés. Représentant sa propre spiritualité, le druidisme vise d'après lui l'harmonie avec la nature, à travers une certaine « forme de culte de la nature ». Dans l'émission d'Arte Douces France(s), consacrée à la Bretagne et diffusée le 23 janvier 2012, il ouvre la procession des druides dont fait notamment partie son ami Myrdhin, en jouant de la bombarde.

## Œuvres
Pascal Lamour créé sur des supports variés : albums, clips vidéo, expositions et livres. Il a également préfacé certains ouvrages.

### Discographie
- 2002 : D'Armors et d'Embruns (BNC Productions et Coop Breizh)CD-rom PC

#### Compilations
Il est présent sur la compilation de la nuit de la Saint-Patrick (en DVD) enregistrée à Bercy le 20 mars 2010, sur la compilation de Produit en Bretagne, la compilation Destination Bretagne de Wagram (avec Tympani), et la compilation « Identités » de Coop Breizh.

### Écrits
- Phytothérapie traditionnelle dans le canton de Sarzeau et les cantons limitrophes, 1983
- La Médecine populaire à Sarzeau: histoire des plantes dans la presqu'île de Rhuys, P. Lamour, 1984, (BNF b34761878r)
- Pascal Lamour, « La musique bretonne entre authenticité et influences : le point sur 50 ans de renouveau. », Cahiers de l’Institut culturel, no 8,‎ mars 2006, p. 87-94.Actes du colloque annuel de Châteaubriant, 25 septembre 2004.
- Nicolas Fanch Michelet, Des oiseaux solaires aux îles du couchant : art celtique d’aujourd’hui, CPE, coll. « Reflets de terroir », 2008Contribution
- Thierry Jigourel, Festoù-Noz : Histoire et actualité d'une fête populaire, CPE, coll. « Reflets de terroir », 2009 (ISBN 978-2-84503-683-3 et 2-84503-683-3)Préfacier
- À la recherche de la mandragore, Glénat-Drugstore, 2010  (ISBN 9782356260017)
- Thierry Jigourel, Cornemuses de Bretagne, CPE, 2011, 128 p. (ISBN 978-2-84503-943-8 et 2-84503-943-3)Préfacier
- Druiz - La Prophétie perdue, Glénat, 2014  (ISBN 9782723494571)
- L'herbier secret du druide, éditions Ouest-France, 2017  (ISBN 978-2737376245)
- Un monde de musique bretonne, éditions Ouest-France, 2018  (ISBN 978-2737378980)
- Les carnets secrets du Druide, éditions Ouest-France, 2019  (ISBN 978-2737381218)
- 50 plantes du Druide, éditions Ouest-France, 2020  (ISBN 978-2737383083)
- L'oracle du Druide, éditions Ouest-France, 2020  (ISBN 978-2737384110)
- Les symboles des Celtes, éditions Ouest-France, 2023  (ISBN 978-2737389108)
- Petite déclaration d'amour à la Bretagne, Suzac, 2022  (ISBN 978-2490795406)
- La parole du Druide, éditions Ouest-France, 2022  (ISBN 978-2737387388)
- Mégalithes de Bretagne, Favre, 2023  (ISBN 978-2828920807)

Il écrit également une série d’articles consacrés aux plantes dans la revue Breizh Mag, de 2005 à 2008.

## Réception

### Musicale
L'« électro-shaman » est désormais largement reconnu sur la scène musicale bretonne, ainsi, à la question « Avez-vous un disque breton à conseiller pour faire la fête ? », Alan Stivell a répondu dans une interview donnée en 2010 qu'il conseille Pascal Lamour, ajoutant que sa démarche musicale est la même. Mondomix salue dans Shamans of Brittany « le mélange de chants traditionnels et de percussions orientales qui créent des atmosphères de transe » et le chant souvent hypnotique, mais regrette les effets électroniques datés de certains morceaux. Barzhoneg compare l'album à du Pink Floyd, « qui peut s'écouter d'une oreille distraite ou avec l'attention des moindres sons ». La revue Ethnotempos salue son invention de nouveaux sons et l'avancée de la tradition, ajoutant que Shamans of Brittany est « un album essentiel, un lien entre le passé et le futur de la musique traditionnelle ». Elle juge les albums Continentales et Sanzao, sortis sur la même période que l'album « Celto Technoïde » Dao dezi de Denez Prigent, bien supérieurs en qualité à ce dernier.
Yer'mat est vu comme un « mélange savoureux, entre trad et électro, où le chant est à l’honneur », invitant à la danse. L'album Avais-je rêvé ? est qualifié de « musique onirique enracinée, flattant l'imaginaire et l'esprit de transe ». En concert, le public apprécie « ses rythmes syncopés et la transe imposée ».

### Littéraire

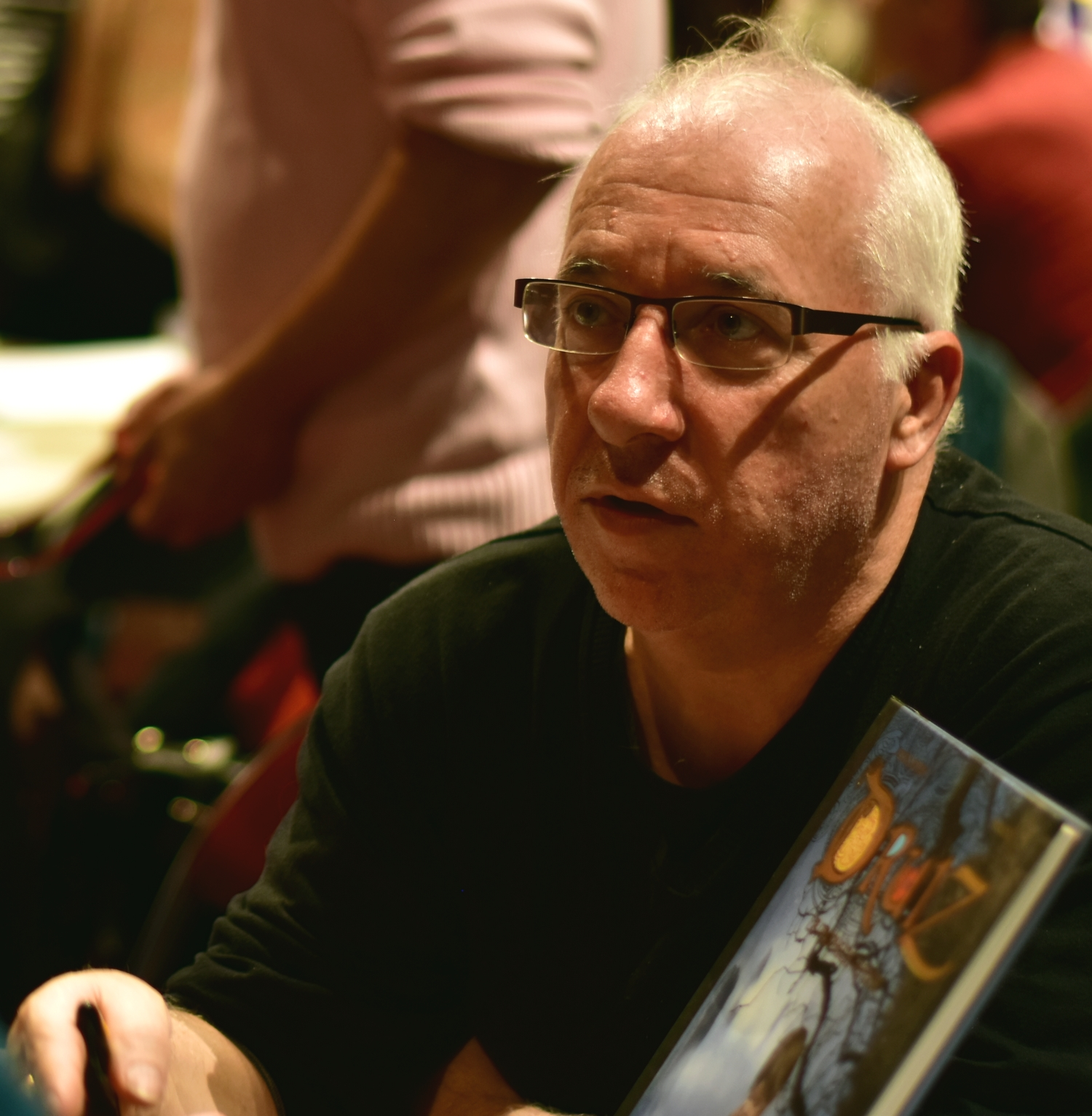
Pascal Lamour dédicaçant son ouvrage Druiz au Festival du Livre en Bretagne de Carhaix.

L'ouvrage grand public À la recherche de la mandragore, édité chez Glénat sous leur label BD Drugstore, reçoit lui aussi un bon accueil général. L'ethnobotaniste Richard Ely y salue le mélange entre science et magie ainsi que l'exactitude des informations à propos des plantes. Damien Dhondt, de Science-Fiction magazine, ajoute que dans « le cadre indo-européen en général et la civilisation celtique en particulier », le livre recèle des informations « pertinentes ». Alain Dartevelle, de Yozone, parle d'un « livre de référence » qui « fourmille de révélations et de recettes magiques permettant d’accéder à une autre perception des choses et du vivant ». Le webzine Digital Univers le qualifie même de « chef-d’œuvre dans son genre » par la somme des recherches effectuées, un travail « impressionnant, minutieux et complet » qui permet « d’enrichir sa culture générale » et de s'initier à la phytothérapie. Pour le webzine Sowhat, il « mérite sa place sur les étagères des passionnés de mythes et légendes bretons et de phytothérapie », François Membre de BD Trésor, ajoute que « tourner les pages de ce livre, c’est participer à la quête du savoir du Druide, de l'Alchimiste et de l'Apothicaire. ». La critique de Krinein BD est plus mitigée, pointant une intention narrative sous-développée et un rythme lassant, malgré un côté instructif très réussi concernant rites et traditions de Bretagne.
Pour ce qui concerne Druiz, Keltia Magazine salue un ouvrage doté de « nombreuses références aux croyances celtiques attestées ». Erwan Le Courtois, pour Histoires et Batailles magazine, parle d'un « condensé de la pensée symbolique, délivré par un maître bien connu en terre de Bretagne ».

### Distinctions
En 1979, il remporte le prix de la création artistique du Kan ar Bobl et au fil du temps, d'autres en tant que sonneur ou même comme danseur, en particulier le concours de la Saint-Loup à Guingamp.
Le 7 mai 2010, il reçoit le Prix coup de cœur des prix culture & création décerné par Produit en Bretagne pour l’ensemble de son œuvre et sa contribution à l’évolution de la culture bretonne, notamment par l’innovation qu’il apporte à la musique.
Le 7 septembre 2024, il reçoit la médaille d'or de la Société des auteurs et artistes francophones.

### Note
1. ↑  Le Hangar’t est un art originaire de Nizon, qui consiste à repeindre des photos du quotidien avec des couleurs vives afin de les transformer en tableaux.

#### Livres
- Arnaud Choutet, Bretagne : Folk, néo-trad et métissages, Marseille, Le mot et le reste, 23 janvier 2015, 295 p. (ISBN 978-2-36054-158-4 et 2-36054-158-7)
- Ronan Gorgiard, L'étonnante scène musicale bretonne, Plomelin, Palantines, coll. « Culture et patrimoine », 2008, 255 p. (ISBN 978-2-911434-98-3 et 2-911434-98-6)
- François Le Divenah et Thierry Jigourel, Bretagne, terre d'enchantement, Petit Futé, 2010, 123 p. (ISBN 978-2-84768-209-0 et 2-84768-209-0).

#### Articles
- Dominique Le Guichaoua, « Pascal Lamour : Électro trad », Trad Magazine, no 87,‎ janvier-février 2003, p. 8-10
- Catherine Lozac'h, « Pascal Lamour, alchimiste des sons », Le Télégramme,‎ 8 août 2004 (lire en ligne, consulté le 31 décembre 2013)
- Thierry Jigourel, « Pascal Lamour, barde et chamane », Univers celtes, no 5,‎ octobre 2004, p. 30-33
- Caroline Le Marquer, « Pascal Lamour. L'esprit Tech'noz », Musique bretonne, no 193,‎ novembre 2005, p. 36-37
- Yann Rivallain, « Pascal Lamour : 20 ans de musique Bretonne », ArMen,‎ juin 2006
- Laure Abdallah et Didier Le Goff, « Pascal Lamour : un musicien très talentueux : interview au festival interceltique de Lorient », Ethnotempos,‎ août 2006 (lire en ligne)
- Mikaël Le Bihannic, « Qu'est-ce qu’un chamane ? Interview de Pascal Lamour », Breizh Mag,‎ septembre 2006
- Thierry Jigourel, « Pascal Lamour - Yer'mat », Armor Magazine,‎ 2006
- « Pascal Lamour, le shaman sonneur », Ouest-France, no 19435,‎ 7 août 2008
- Claude Lemercier, « Pascal Lamour dédie son 9e album au Kan ar Bobl », Ouest-France,‎ 5 avril 2009
- « Portrait. Pascal Lamour », Trad Magazine, no 126,‎ juillet-août 2009
- Adeline Gadenne, « Un druide des temps moderne », Plantes et santé,‎ juillet-août 2011